# Vladímir Konstantínovitx Bukovski
Vladímir Konstantínovitx Bukovski (rus: Владимир Константинович Буковский)  (Belebei, 30 de desembre de 1942 - Hospital Addenbrooke, 27 d'octubre de 2019) fou un dissident soviètic, escriptor i defensor dels drets humans. Va ser proposat com a candidat a la presidència de Rússia per a les eleccions de l'any 2008, però no va ser registrat per la Comissió Central Electoral de la Federació Russa perquè no havia residit els últims 10 anys a Rússia.

## Infància
Vladímir Bukovski va néixer a la ciutat de Belebei, en l'actual República de Baixkortostan, a la Federació Russa, on la seva família havia estat evacuada des de Moscou durant la Segona Guerra Mundial. El 1959 va ser expulsat de la seva escola a Moscou per editar una revista no autoritzada, que és considerada un primer exemple del samizdat soviètic. Després de continuar la seva educació amb excel·lents qualificacions en una escola per a obrers, va ingressar a la Facultat de Biologia de la Universitat de Moscou.

## Activisme i presó
Al maig de 1963, Bukovski va ser arrestat sota l'acusació de "copiar literatura antisoviètica", pel seu intent de fer dues còpies del llibre "La nova classe" de Milovan Đilas. Va ser alliberat el 1965.
El 5 de desembre de 1965 va participar dels plans per a una manifestació de suport als escriptors Iuli Daniel i Andrei Siniavski; va ser arrestat tres dies abans de la manifestació i detingut en diverses presons psiquiàtriques fins a juliol de 1966. Va estar novament empresonat tres anys entre 1967 i 1970.
El 1971, va aconseguir passar a Occident un document de 150 pàgines sobre els abusos comesos en institucions psiquiàtriques contra els dissidents polítics; va ser detingut novament i el 1972 condemnat a set anys de presó i cinc d'exili per calúmnies a l'Estat Soviètic. Durant la seva estada al camp de presoners de Perm va escriure, juntament amb un dels seus companys de presó, el psiquiatre Semion Gluzman, un Manual de psiquiatria per a dissidents, per ajudar altres dissidents a combatre els abusos de les autoritats.

## Deportació de la Unió Soviètica i vida a Occident
El 1976, a proposta del dictador xilè Augusto Pinochet, es va fer un intercanvi a Zúric (Suïssa) pel qual la Unió Soviètica alliberava Bukovski de la presó per ser intercanviat a Suïssa pel secretari general del Partit Comunista de Xile, Luis Corvalán, alliberat per Pinochet després de romandre internat tres anys en diferents camps de concentració. De seguida per l'URSS va córrer la següent txastuixka creada per l'enginy popular:
| « | (rus) Поменяли хулигана на Луиса Корвалана. Где бы взять такую б..., чтоб на Лёньку поменять? | (català) Vam canviar un gamberro pel Luís Corvalán. On trobem una p... per canviar-la pel Lionka? | » |

en referència a Leonid Bréjnev.
Des de llavors Bukovski va viure a Cambridge (Regne Unit), es va doctorar en biologia i va escriure diversos llibres i assajos polítics, criticant no només al govern soviètic, sinó el que ell considerava credulitat i blanor del liberalisme occidental davant els seus abusos.

## Retorn a Rússia
Bukovski va tornar a Rússia el 1991, i va arribar a ser considerat per l'equip de Borís Ieltsin com un possible candidat al càrrec de vicepresident, un lloc que va ocupar finalment Aleksandr Rutskoi.
En 1992 el govern de Ieltsin el va convidar a participar com a testimoni expert en el judici en el qual es debatria la constitucionalitat de la il·legalització de l'antic Partit Comunista. Com a testimoni expert, va aconseguir accés a nombrosos arxius de l'època soviètica que va aconseguir escanejar i passar a Occident. Gran part d'aquests documents estan publicats en el seu llibre "El judici de Moscou". (Judgement in Moscow, 1994).

## Últimes posicions polítiques
Bukovski va expressar crítiques a les polítiques autoritàries del president Vladímir Putin, va criticar l'ús de la tortura a Guantánamo i Abu Ghraib i les presons secretes de la CIA. També va assenyalar l'existència de paral·lelismes entre la formació de la Unió Soviètica i la de la Unió Europea.

## Tornada a la política russa
El 2004 Bukovski va participar en la fundació, juntament amb Garri Kaspàrov, Borís Nemtsov, Vladímir V. Kara-Murzà i altres, del Comitè 2008, una organització dirigida a agrupar l'oposició democràtica russa per assegurar unes eleccions lliures i justes a la presidència en 2008.
El maig de 2007, Vladímir Bukovski va acceptar ser proposat com a candidat a President de la Federació Russa per a les eleccions de 2008, però finalment no va ser registrat com a candidat per no complir els criteris necessaris, particularment el d'haver residit a Rússia durant els últims 10 anys.